# Abbreviaturschrift
| Zeichen/Buchstabe               | Wort           |
| ------------------------------- | -------------- |
| .                               | the            |
| ·                               | a              |
| +                               | and            |
| v                               | of, have, very |
| f                               | for, if        |
| b                               | by, bye, buy   |
| r                               | are, re-       |
| u                               | you(r)         |
| s                               | is             |
| k                               | can            |
| t                               | it             |
| Strich unter letztem Buchstaben | -ing           |
| Strich über letztem Buchstaben  | -ed            |
| –                               | -ment          |
| a                               | -ate           |
| j                               | g wie in age   |

Eine Abbreviaturschrift, auch Abkürzungsschrift genannt, ist eine Schrift, die entweder ausschließlich Buchstaben der gewöhnlichen Schreibschrift (Langschrift) in unveränderter und teilweise verkürzter Form verwendet oder aus einer Mischung von Zeichen der Langschrift und stenografischen Zeichen (Halbstenografie) besteht. Bei manchen Systemen werden auch Sonderzeichen verwendet. Eine weitere Verkürzung der Abbreviaturschriften wird durch zusätzliche Schreib- und Kürzungsregeln erreicht. Bereits in antiken Handschriften werden Prinzipien der Abbreviatur verwendet. Die Nachschreiber des Mittelalters und die „Geschwindschreiber“ in der Zeit der Reformation wie zum Beispiel Caspar Cruciger, Georg Rörer und Stephan Roth bedienten sich verkürzter Langschriften mit Sonderzeichen sowie übergesetzten Zeichen und Buchstaben.

## Abbreviaturschriften bei Gabelsberger und Stolze
Auch Franz Xaver Gabelsberger (1789–1849), dessen Abkürzungsschrift eine Vorstufe zu seiner „Redezeichenkunst“ war, sowie Heinrich August Wilhelm Stolze (1798–1867) entwickelten unabhängig voneinander Abbreviaturschriften.
Gabelsberger hatte die Absicht, eine Abkürzungsschrift drucken zu lassen, der er 1840 die Bezeichnung „Deutsche Abbreviaturschrift usw.“ gab, 1841 dann „Entwurf zu einer vereinfachten kurzen Konzept-Schrift“; er kam jedoch nicht dazu. In diesem Entwurf verwendete er vereinfachte Zeichen der damaligen gewöhnlichen Schreibschrift. Gabelsberger verkleinerte das runde s auf ein Ringelchen, wodurch die stenografische Form entsteht. Die Selbstlaute lässt er entweder weg oder er deutet sie durch Verlängerung, Wölbung des Bindestrichs u. a. am Mitlautzeichen an. Manche Kurzformen setzt er über oder unter die Schreiblinie.
Wilhelm Stolze zeigte bei einem Vortrag in der Polytechnischen Gesellschaft in Berlin eine abgekürzte Langschrift. Diese Schrift sollte jedoch nur zur Erlernung der Stenografie motivieren und auf deren Erlernung vorbereiten. Eine Veröffentlichung hatte er von vornherein nicht geplant.

## Vor- und Nachteile im Vergleich mit Vollstenografiesystemen
Die meisten Abbreviaturschriften wurden mit der Absicht entwickelt, zu Gunsten einer leichteren Erlernbarkeit und bei weniger Lernaufwand völlig ungewohnte und sehr kurze Zeichen, wie sie in Vollstenografie-Systemen vorkommen, zu vermeiden. Durch die Beibehaltung der vertrauten langschriftlichen Zeichen – zum Teil mit Vereinfachungen der Schriftzüge (z. B. Weglassung des Querstrichs bei t) – ist die Schrift mit weniger Zeitaufwand leichter erlernbar. Den geringeren Zeitaufwand bei der Erlernung einer Abbrevationsschrift erkannte bereits auch Franz Xaver Gabelsberger, den Karl Faulmann zitiert: „Gabelsberger war sich wohl bewusst, dass seiner Stenographie die Leichtigkeit der Erlernung mangelte, er arbeitete 1840 eine ‚Deutsche Abbreviaturschrift‘ aus, welche denjenigen, denen die eigentliche Stenographie als ein zu mühsames und zuviel Zeit raubendes Studium erscheint...‘, die Vortheile der stenographischen Kürzung in der Currentschrift bieten sollte.“ Von Nachteil ist jedoch, dass die langschriftlichen Buchstaben trotz mancher Vereinfachungen und Verkürzungen ihrer Formen immer noch sehr lang sind, um eine entscheidende Kürze der Schrift zu erreichen. Hohe und sehr hohe Schreibgeschwindigkeiten können daher mit einer Abbreviaturschrift nicht erzielt werden. Jedoch kann eine zumindest dreifache Steigerung der langschriftlichen Schreibgeschwindigkeit, also ab 120 Silben pro Minute, bei entsprechender Einübung erreicht werden.

## Weitere Abkürzungsschriften

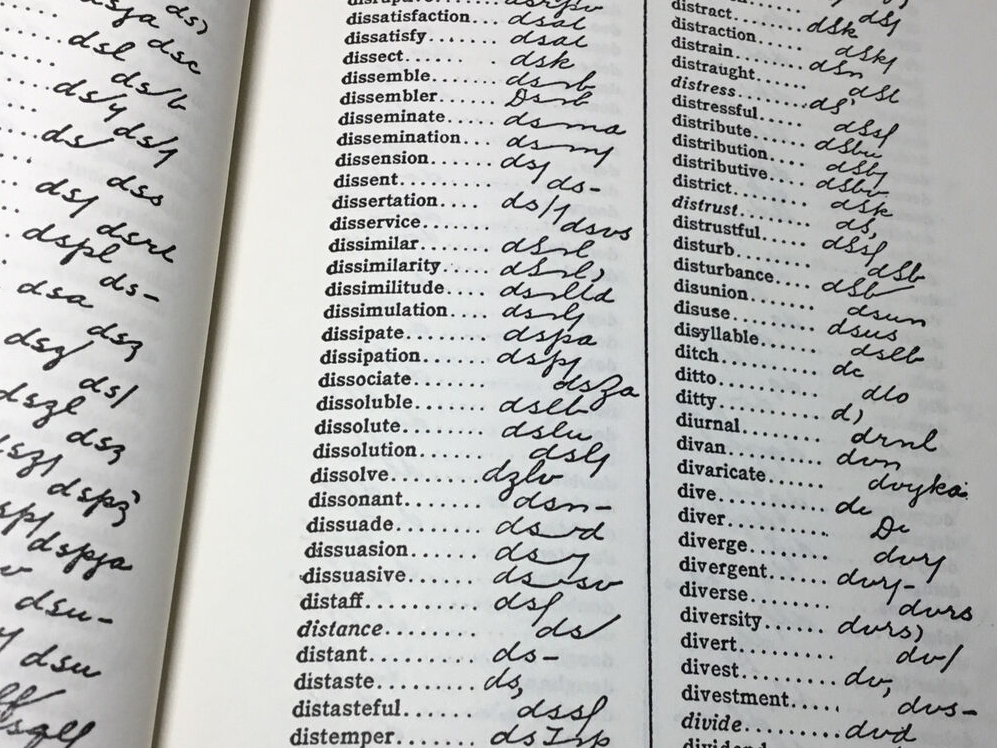
Speedwriting – Auszug aus dem englischsprachigen Wörterbuch

Neuere deutsche Abbreviaturschriften sind die Deutsche Notizschrift von Georg Paucker und die Neue Notizschrift von Karl Wilhelm Henke und Konrad Weber. Für die englische Sprache wurden unter anderem Speedwriting von Emma Dearborn und Alexander L. Sheff (deutsche Anpassung von Alfred Gross), Dutton Speedwords von Reginald John Garfield Dutton (1886–1970), Forkner Shorthand von Hamden Landon Forkner (1897–1970), EasyScript und MiniScript Shorthand von Leonard D. Levin sowie BakerWrite von Heather Baker entwickelt.

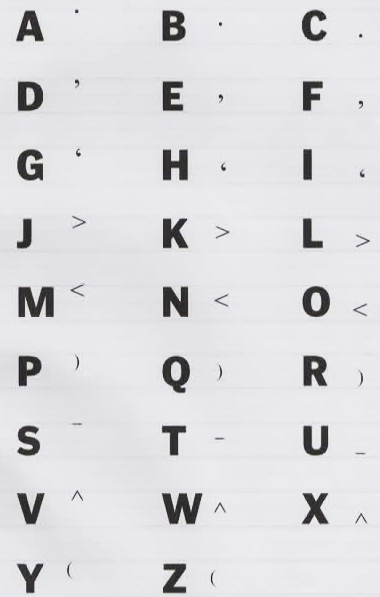
MiniScript Shorthand: Symbole in unterschiedlichen Positionen

Alle Veröffentlichungen haben die gemeinsame Grundlage, bestimmte Buchstaben nach bestimmten Regeln in den einzelnen Wörtern sowie in Vor- und Nachsilben auszulassen. Die dazu verwendeten Kürzungsgesetze sind jedoch von Verfasser zu Verfasser unterschiedlich. Auch die Buchstabenauswahl für die Verkürzung von Silben und Wörtern ist unterschiedlich. Hinzu kommen dann noch stets besondere Kürzungsmaßnahmen der einzelnen Verfasser als vermeintliches Alleinstellungsmerkmal zur Verkürzung der Langschrift.
So verkürzt zum Beispiel Levin in seiner neueren MiniScript Shorthand die in seiner seit 1991 in mehreren Auflagen erschienen EasyScript darin bereits erhaltenen Kurzformen noch weiter, indem er die Buchstaben durch neun Satz- und Sonderzeichen, die alle auf der Computertastatur zu finden sind, ersetzt. Von diesen neun Zeichen stehen acht, abhängig von dem zu ersetzenden Buchstaben, in drei verschiedenen Positionen (Grund-, Hoch- und Tiefstellung); lediglich die Vorklammer hat für Y und Z nur zwei Positionen.
Heather Baker bezeichnet in ihrer seit 2009 veröffentlichten Abbreviaturschrift als Hauptunterschied zu den bisher veröffentlichten Abkürzungsschriften jede häufige Vor- und Nachsilbe mit hochgestellten kleineren Buchstaben, was neben einer Verkürzung der Buchstaben und einer Dreifachverwendung des gleichen Buchstabens auch die sprachliche Gliederung beim Wiederlesen eines Textes erleichtern soll. Levin verwendet statt kleinerer hochgestellter Buchstaben den Schrägstrich. Jedoch verwendet bereits Caspar Cruciger (1504–1548) in seiner Abbreviaturschrift verkleinerte Hochbuchstaben für bestimmte Silben beim Mitstenografieren von Luthers Predigten und Vorlesungen.
Beispiele für Veröffentlichungen von Abbreviaturschriften

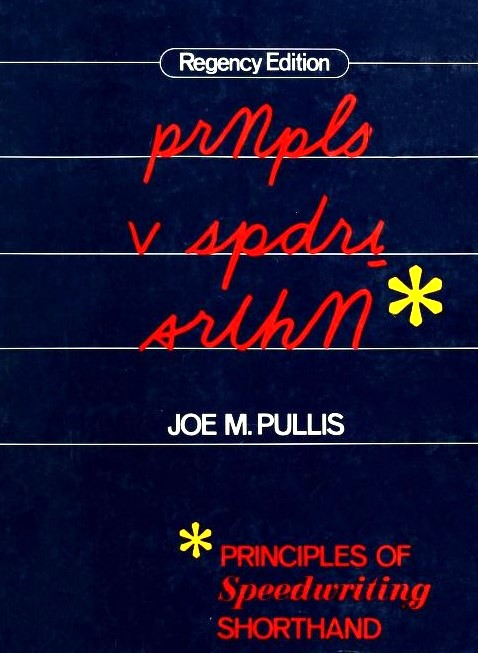
Speedwriting in der Schriftform von Joe M. Pullis – 1984
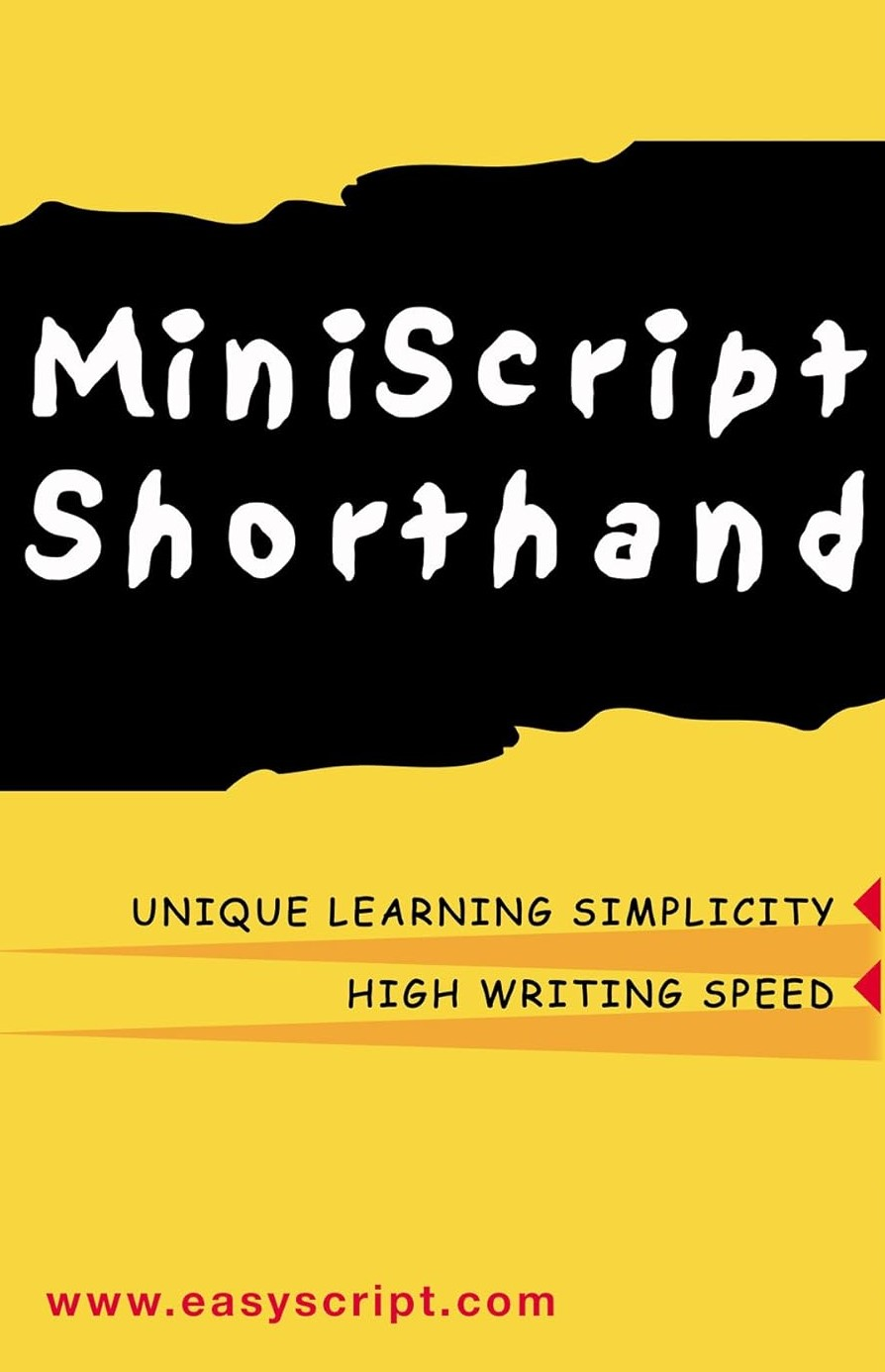
MiniScript Shorthand von Leonard D. Levin – 2008
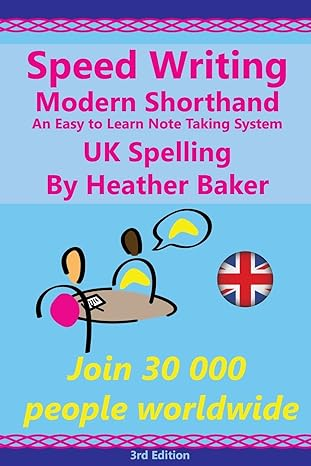
BakerWrite von Heather Baker – 2009 (Abbildung 3. Auflage, 2016)